# برازيليون
برازيليون (بالبرتغالية: Brasileiros‏) هم الأشخاص الحاصلين على الجنسية البرازيلية ويعيشون في البرازيل.

## المطبخ البرازيلي
المطبخ البرازيلي هو نتيجة مزيج من المكونات الأوروبية والهندية والأفريقية. وتتكون الوجبة البرازيلية الأساسية من الأرز والفول واللحوم. يعد الطبق الأكثر تمثيلا للبلاد هو طبق فيجوادا. فيما تختلف العادات الغذائية من منطقة إلى أخرى. ففي الشمال الشرقي، تتمتع المأكولات الإفريقية بتأثير كبير، خاصة طبق أكاراجي، فاتابا و صلصة الفلفل. أما في الشمال، هناك تأثير السكان الأصليين على استخدام الكسافا والأسماك. في حين في الجنوب الشرقي، هناك أطباق مختلفة مثل فيجاو تروبيرو و angu ، في Minas Gerais ، pizzas ، pamonha و coxinha في ساو باولو. في جنوب البلاد، يعد المطبخ الإيطالي ذو تأثير قوي، وخاصة عصيدة دقيق الذرة، ولكن أيضا المطبخ الألماني. تعتبر مرافق الشواء نموذجية في Rio Grande do Sul.

## أعلام
- أوقستو ساكاي